# Мелани Грифит
Мелани Грифит (на английски: Melanie Griffith) е американска актриса, носител на Златен глобус през 1988 година за филма „Работещо момиче“. 

## Биография
Родена е в актьорско семейство. Дъщеря е на актрисата Типи Хедрен, известна с участието си във филма на Хичкок „Птиците“. Мелани участва в реклама едва на 9-месечна възраст, започва да се снима в киното още през 1975 година, на 17-годишна възраст. След Златния глобус следват поредица от неуспешни филми, докато не изиграва ролята на наркоманка във филма „Още един ден в рая“ (1998) (Another Day in Paradise) и във филма на своя съпруг „Луди в Алабама“ (1999) (Crazy in Alabama). След този краткотраен успех се снима само в малки роли в независими филми. През 2009 г. в продукция са 2 филма с нейно участие.
Интересен факт от нейния живот е, че среща първия си съпруг Дон Джонсън, когато е само на 14, и двамата имат връзка в продължение на 4 години преди да се оженят. Дъщеря им Дакота Джонсън също е актриса. Има по едно дете от всеки брак – един син и две дъщери.

## Избрана филмография
| Година | Филм                   | Оригинално заглавие     | Роля                           | Режисьор         |
| ------ | ---------------------- | ----------------------- | ------------------------------ | ---------------- |
| 1975   | Нощни действия         | Night Moves             | Дели Грастнер                  | Артър Пен        |
| 1988   | Работещо момиче        | Working Girl            | Тес Макгил                     | Майк Никълс      |
| 1994   | Няма балами            | Nobody's Fool           | Тоби Робък                     | Робърт Бентън    |
| 1997   | Лолита                 | Lolita                  | Шарлот Хейз                    | Ейдриън Лайн     |
| 1998   | Още един ден в рая     | Another Day in Paradise | Сид                            | Лари Кларк       |
| 1999   | Луди в Алабама         | Crazy in Alabama        | Люсил Винсън                   | Антонио Бандерас |
| 2003   | Ловки ръце             | Shade                   | Ева                            | Деймиън Ниман    |
| 2014   | Живи машини            | Autómata                | Д-р Сюзън Дюпре (глас на Клио) | Габе Иванез      |
| 2017   | Катастрофалният артист | The Disaster Artist     | Джейн Шелтън                   | Джеймс Франко    |